# Lasiplexia cupreomicans
Lasiplexia cupreomicans là một loài bướm đêm trong họ Noctuidae.